# Лизе, Вальтер
Ва́льтер Ли́зе (нем. Walter Liese; 31 января 1926, Берлин — 24 февраля 2023) — немецкий учёный-лесовод, профессор, исследователь древесины.

## Биография
Родился 31 января 1926 года в Берлине, Веймарская республика и вырос в городе Эберсвальде. Изучал лесоводство в Фрайбургском университете и Гёттингенском университете. В 1951 году защитил докторскую диссертацию под руководством Герберта Зыча. В 1963 году стал профессором Гамбургского университета, изучал строение и свойства древесины, бамбука и других материалов, стал автором более 500 научных публикаций.
В 1991 году стал заслуженным профессором. Был членом Международной академии наук о древесине, поддерживал дружеские отношения с И. С. Мелеховым, Н. А. Моисеевым и Б. Н. Уголевым. Скончался 24 февраля 2023 года.